# Psi Factor, chroniques du paranormal
Psi Factor, chroniques du paranormal ou Psi Factor, chroniques de l'étrange au Québec (Psi Factor: Chronicles of the Paranormal) est une série télévisée canadienne en quarante épisodes de 25 minutes et 68 épisodes de 50 minutes, créée par Peter Aykroyd et diffusée aux États-Unis entre le 28 septembre 1996 et le 20 mai 2000 en syndication et au Canada sur le réseau Global.
Au Québec, la série est diffusée depuis février 2000 sur Ztélé, en France, depuis le 20 mars 2001 sur Sérieclub et depuis le 13 juin 2006 sur Sci Fi, et à partir de janvier 2009 sur NRJ Paris. Six épisodes ont également été diffusés sous le titre Enquêtes mystérieuses entre le 6 septembre 2003 et le 11 octobre 2003 sur TF1, a aussi été diffusée sur RTL-TVI

## Synopsis
Chaque histoire est présentée par Dan Aykroyd et est inspirée de faits réels et du travail d'une véritable agence d'investigation (O.S.I.R.) sur des phénomènes étranges.

## Fiche technique
- Créateurs : Christopher Chacon, Peter Aykroyd & Peter Ventrella
- Musique : Lou Natale, Robert Duncan
- Scénario : Will Dixon, Damien Kindler, Rob Cooper (Season I), James Nadler, Tracey Forbes, Sarah Dodd, Ricky Drew, Sherman Snukal, Andrea Moodie, Robert C. Cooper…
- Réalisation : John Bell, Craig Pryce, Clay Borris, Giles Walker, Ron Oliver, Stephen Williams, Allan Kroeker, Craig Pryce, Luc Chalifour…
- Production : Alliance Atlantis Communications, CanWest Global Communication, Eyemark Entertainment
- Effets spéciaux : C.O.R.E. Digital Pictures
- Montage : Ian Webbster
- Directeur de la photographie : John Holosko, Michael McMurray

## Distribution

### Personnages principaux
- Dan Aykroyd (VF : Mario Santini ; VQ : Michel Dumont) : Présentateur (lui-même)
- Nancy Anne Sakovich (VF : Pauline Larrieu ; VQ : Nathalie Coupal) : Lindsay Donner
- Barclay Hope (VF : Stefan Godin ; VQ : Pierre Auger) : Peter Axon
- Colin Fox (VF : Pierre Hatet, VQ : Ronald France (saison 1) et Mario Desmarais (saison 2)) : Professeur Anton Hendricks

### Personnages secondaires
- Matt Frewer (VF : Hervé Jolly, VQ : Alain Zouvi (saison 2 et 3)) : Matt Prager
- Soo Garay (en) (VQ : Camille Cyr-Desmarais) : Dr Claire Davison
- Nigel Bennett (VF : Philippe Ogouz ; VQ : Aubert Pallascio) : Frank Elsinger
- Peter MacNeill (VQ : Raymond Bouchard) : Ray Donahue
- Paul Miller (en) (VF : Damien Boisseau, VQ : Daniel Picard (saison 1)) : Professeur Connor Doyle
- Peter Blais (en) (VQ : Jean-Louis Millette (saison 1) et Yvon Thiboutot (saison 2)) : Lennox « L.Q. » Cooper
- Joanne Vannicola (VF : Brigitte Aubry) : Dr Mia Stone
- Maurice Dean Wint (VQ : Yves Corbeil (saison 1)) : Dr Curtis Rollins
- Michael Moriarty (VF : Jean-Jacques Nervest, VQ : Jacques Lavallée (saison 2 et 3)) : Michael Kelly
- Lisa LaCroix (en) (VQ : Marie-Andrée Corneille) : Dr Natasha Constantine
- Heather Bertram (VQ : Élise Bertrand) : Dana Praeger
- Elizabeth Shepherd : Smithwick
- Tamara Gorski : Corliss
- Lindsay Collins : Miles

 Source et légende : version québécoise (VQ) sur Doublage.qc.ca
 Source et légende : version française (VF) sur RS Doublage

## Épisodes

### Première saison (1996-1997)
1. Maison de rêve (Dream House)
2. Rencontre avec un OVNI (UFO Encounter)
3. Les Possédés du démon (Possession)
4. Un homme échappé du temps (Man Out of Time)
5. La Vengeance reptilienne (Reptilian Revenge)
6. Les Voix Fantomatiques (Ghostly Voices)
7. Les Ténèbres envahissantes (The Creeping Darkness)
8. L'Infirmière psychokinétique (Power)
9. En chute libre (The Freefall)
10. La Maison du python (Presence)
11. Infestation (The Infestation)
12. Le Télétransport humain (Human Apportation)
13. Le Monde souterrain (The Underneath)
14. Le Membre idéal (Phantom Limb)
15. Le Passager (The Transient)
16. Deux vieillards perdus (Two Lost Old Men)
17. Copie d'OVNI (UFO Duplication)
18. L'Amie de Clara (Clara's Friend)
19. Le Chasseur (The Hunter)
20. Le Guérisseur (The Healer)
21. Le Mauvais sort (The Curse)
22. L'Ange de l'avion (Angel on a Plane)
23. La Caverne d'Anasazi (Anasazi Cave)
24. Le Triangle du diable (Devil's Triangle)
25. Le Revenant (The Undead)
26. Harcèlement (The Stalker)
27. Les Sasquatch (Forbidden North)
28. La Réincarnation (The Reincarnation)
29. La Gréquence (The Buzz)
30. L'Effet de serre (The Greenhouse Effect)
31. La Lumière et le corbeau (The Light)
32. Le 13e étage (The 13th Floor)
33. L'Ultra perception (The Believer)
34. La Maison de la rue du jardin (House on Garden Street)
35. Le Brouillard (The Fog)
36. La Seconde vue (Second Sight)
37. Le Soldat de chocolat (Chocolate Soldier)
38. Feu intérieur (Fire Within)
39. La Destinée (Fate)
40. Mort au crépuscule (Death at Sunset)
41. La Collision (Collision)
42. La Perestroika (Perestroika)

### Deuxième saison (1997-1998)
1. Mystérieuses disparitions (Threads)
2. Création bio-technique (Donor)
3. Arbres magiques (Wish I May)
4. Mutations (Communion)
5. Temps suspendu (Frozen in Time)
6. Retour vers le néant (Devolution)
7. L'Épée magique (The Warrior)
8. Apparitions (The Grey Men)
9. Secrets défense (Man of War)
10. Le Damné (The Damned)
11. Conjugaison diabolique (Hell Week)
12. Suggestions mortelles (The Edge)
13. Au-delà du rêve (Bad Dreams)
14. Le Pouvoir du Chi (Kiss of the Tiger)
15. Le Mystère de la suite 1033 (The Haunting)
16. Le Labyrinthe (The Labyrinth)
17. Survivant pour l'éternité (The Night of the Setting Sun)
18. Du sang dans les toiles (Pentimento)
19. Possession (Frozen Faith)
20. Rencontre du cinquième type (Map to the Stars)
21. Le Monstre des bois (The Endangered)
22. L'Arche mystérieuse (The Egress)

### Troisième saison (1998-1999)
1. L'Aventurier de l'arche perdue (Jaunt)
2. Retour de l’au-delà (Comings and Goings)
3. Le Désert de la mort (Heartland)
4. Voyage dans le temps (Palimpsest)
5. La Mante religieuse (The Kiss)
6. Les Faucheurs d’âmes (Absolution)
7. Des habitants inattendus (Little People)
8. Soupçons (Return)
9. Les Démons de Rebecca (All Hallow's Eve)
10. Un air de rumba (Chango)
11. Le Suaire celte (The Winding Cloth)
12. Souvenir de jeunesse (Harlequin)
13. Souffrance réelle pour réalité virtuelle (Old Wounds)
14. Diable emprisonné (Solitary Confinement)
15. L'Erreur de Cupidon (Valentine)
16. Une jolie petite résidence (The Observer Effect)
17. Le Pouvoir des sous-doués (School of Thought)
18. Bug mortel (Y2K)
19. Procès sous influence (Tribunal)
20. Un homme sans passé (John Doe)
21. L'Éternité et un jour - 1re partie (Forever and a Day - Part 1)
22. L'Éternité et un jour - 2e partie (Forever and a Day - Part 2)

### Quatrième saison (1999-2000)
1. Rencontres électriques (Shocking)
2. La Marque du diable (Sacrifices)
3. Au plus profond de soi (Happy Birthday, Matt Praeger)
4. Un retour inattendu (Soul Survivor)
5. Matricule 883 (883)
6. Réalité ou fiction (Once Upon a Time in the West)
7. Le Voyage d’une âme (Body and Soul)
8. Le Temple de la lumière (Temple of Light)
9. L'Envoyée du ciel (Inertia)
10. La chasse est ouverte (Nocturnal Cabal)
11. De l’autre côté de la vie ('Til Death Do Us Part)
12. La Voix de l'autre (Tyler/Tim)
13. Un paradis sur Terre (Super Sargasso Sea)
14. Les Âmes perdues (Persistence of Vision)
15. La Terre des momies (GeoCore)
16. Les esprits nous parlent (Gone Fishing)
17. Clair-obscur (Chiaroscuro)
18. Manipulation génétique (Regeneration)
19. L'Esprit de la forêt (Wendigo)
20. Non dits (Elevator)
21. Le Pacte (Force Majeure)
22. Rêves prémonitoires (Stone Dreams)

## Distinctions
- Prix Gémeaux 1998 : meilleur montage pour l'épisode Infestation

## Commentaires
- OSIR est traduit en français par « Office scientifique d'investigation et de recherche » alors que « office » signifie « bureau ».